# Цумштайншпитце
Цумштайншпитце (нем. Zumsteinspitze), или пик Цумштайн — вершина в Пеннинских Альпах на границе Швейцарии (кантон Вале), и Италии (регион Пьемонт). Высота вершины составляет 4563 метра над уровнем моря. Цумштайншпитце является четвёртой по высоте альпийской вершиной среди вершин с относительной высотой более 30 метров. Первое восхождение на вершину было совершено 1 августа 1820 года группой из 11 человек в составе Йозефа Цумштайна, Йозефа и Иоганна Н. Винсентов, Молинатти и 7 гидов и портеров. В 1994 году UIAA включила Цумштайншпитце в основной список официального перечня альпийских четырёхтысячников.

## Происхождение названия
Вершина Цумштайншпитце получила своё название по фамилии итальянского топографа Йозефа Цумштайна, совершившего в составе группы из 11 человек первое восхождение на вершину.

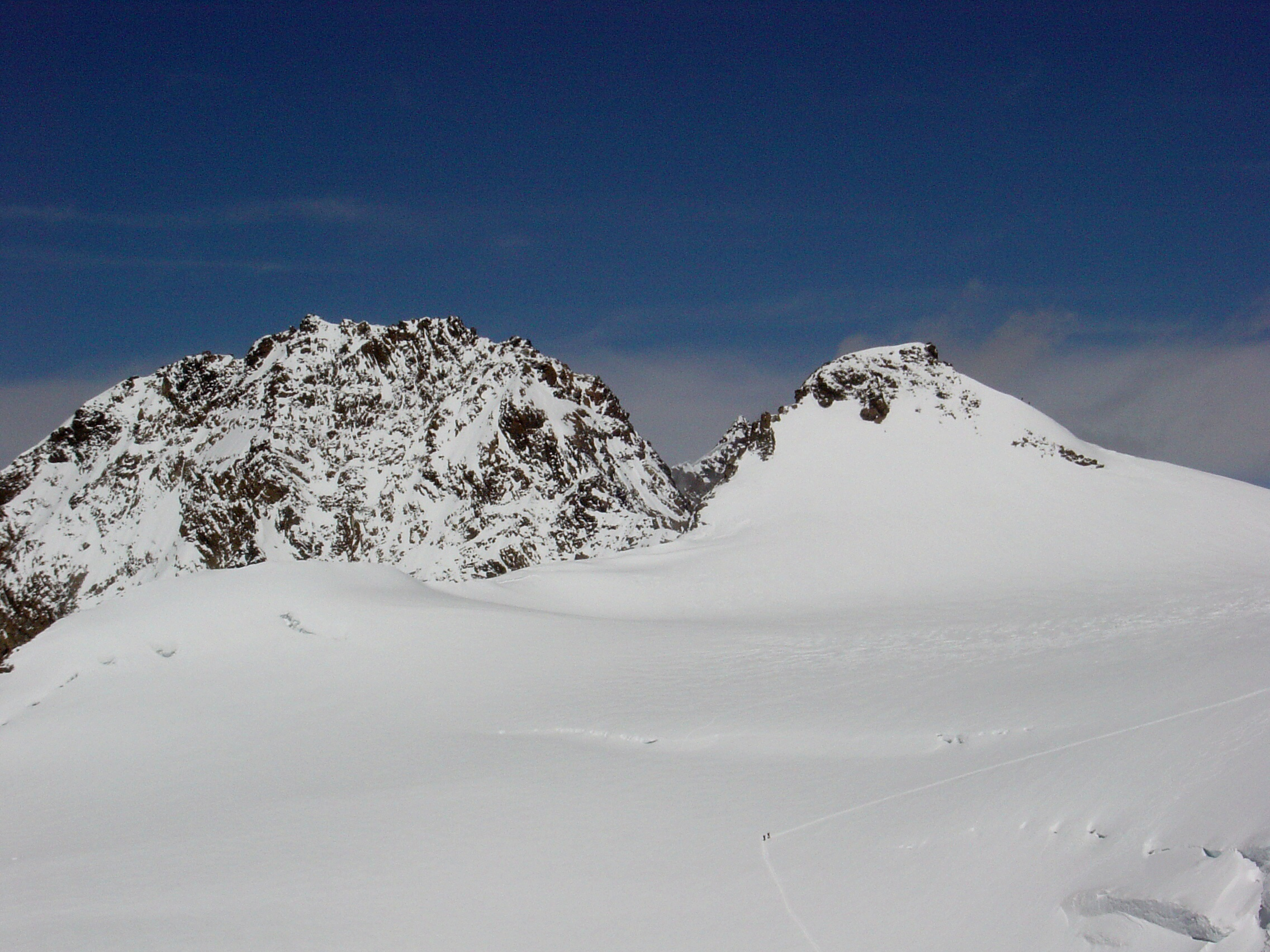
Пик Дюфур (слева) и Цумштайншпитце (справа) с юга (с Парротшпитце)

## Физико-географическая характеристика
Находится на границе Швейцарии (кантон Вале) и Италии (регион Пьемонт). Является четвёртой по высоте альпийской вершиной среди вершин с относительной высотой более 30 метров после вершин Монблан, Пик Дюфур, и Норденд. В 1994 году UIAA включила Цумштайншпитце в основной список официального перечня вершин-четырёхтысячников Альп.
Цумштайншпитце является одной из вершин массива Монте-Роза и находится на одном гребне с пиком Дюфур в 500-ах метрах севернее, и вершиной Зигналькуппе (в 700-ах метрах к юго-востоку). От пика Дюфур Цумштайншпитце отделена перевалом Гренцсаттель (Grenzsattel) с высотой седловины 4453 метра над уровнем моря, от вершины Зигналькуппе — перевалом Ньифетти (Colle Gnifetti) высотой 4452 метра. С востока вершина Цумштайншпитце ограничена крутой стеной, которая считается швейцарскими проводниками достаточно сложной и опасной. Остальные стены вершины более простые и пологие.

## История восхождений
Вершина Цумштайншпитце впервые была покорена 1 августа 1820 года группой из 11 человек в составе Йозефа Цумштайна, Йозефа и Иоганна Н. Винсентов, Молинатти и 7 гидов и портеров. Йозеф Цумштайн и Молинатти являлись сотрудниками Итальянской академии наук Турина, которая отправила их в экспедицию в малоизученный на тот момент массив Монте-Роза с целью определения высоты вершин массива. Группа успешно совершила восхождение на Цумштайншпитце со стороны Италии через перевал Ньифетти, но, из-за плохой погоды, Цумштайну не удалось выполнить барометрические измерения с нужной точностью. Цумштайншпитце стал первым покорённым четырёхтысячником массива Монте-Роза в истории. Спустя год, в августе 1821 года, Цумштайн совершил повторное восхождение, во время которого ему удалось точно измерить высоту вершины.
28 июля 1882 года Карл Блодиг и его проводник Кристиан Ранггетинер первыми прошли (на спуске с Цумштайншпитце) перевал Гренцсаттель. 31 июля 1889 года группа альпинистов в составе Акилле Ратти (позднее ставшего папой римским Пием XI), Луиджи Грасселя, Йозефа Градина и А. Промента совершили первое восхождение по восточной стене.
Первое зимнее восхождение на Цумштайншпитце совершил итальянский альпинист Этторе Аллегро с проводниками 30 марта 1902 года.
В 1951 году итальянский альпинист Этторе Заппароли пропал при попытке одиночного восхождения на вершину. Его останки были найдены только в 2007 году.

## Маршруты восхождений
Классический маршрут восхождения, повторяющий маршрут первовосходителей, является довольно простым и имеет категорию I по классификации UIAA (PD по классификации IFAF). Маршрут начинается от приюта Монте-Роза со стороны Италии и пролегает по юго-восточному склону Цумштайншпитце. Далее он выводит к приюту Маргарита (Refuge Margherita, или Capanna Osservatorio Regina Margherita), который является самым высокогорным приютом Западной Европы (расположен на вершине Зигналькуппе на высоте 4554 метра над уровнем моря), от которого выводит на перевал Ньифетти между вершинами Зигналькуппе и Цумштайншпитце. Другие маршруты восхождений имеют сложность I—III по классификации UIAA.